# Isotta Fraschini K.14
L'Isotta Fraschini K.14 era un motore aeronautico radiale 14 cilindri a doppia stella raffreddato ad aria prodotto dall'azienda italiana Isotta Fraschini su licenza della francese Gnome et Rhône negli anni trenta.
Realizzato per mettere a disposizione dei velivoli di produzione italiana un numero sufficiente di unità, era il corrispondente del  Gnome-Rhône 14K Mistral Major.
Anche la Piaggio acquisì la licenza per poterlo produrre con la designazione aziendale Piaggio P.XI

## Velivoli utilizzatori
Italia
- Breda Ba.65 K.14
- Breda Ba.75
- Breda Ba.88 (solo nel prototipo)
- CANT Z.1011 (solo nel prototipo)